# Liste des Justes américains
Compléments
Reconnus par Yad Vashem, de 1994 à 2015.
Les « Justes » américains sont les citoyens des États-Unis qui au risque de leur vie ont protégé des Juifs pendant la Seconde Guerre mondiale, et ont reçu le titre de « Juste parmi les nations » décerné par l'Institut Yad Vashem.
La médaille des Justes est la plus haute distinction civile de l'État d'Israël, elle est décernée aux non-juifs qui ont risqué leur vie pour sauver des Juifs pendant la Shoah. Cinq américains ont reçu cette distinction pour leur action en Europe en faveur des Juifs. Ce sont le journaliste Varian Fry pour son action à la tête du Centre américain de secours à Marseille ; les époux Waitstill et Martha Sharp pour leurs actions humanitaires en Tchécoslovaquie, dans le sud de la France et à Lisbonne ; l'éducatrice Lois Gunden pour son accueil des enfants juifs à Canet-Plage, en France ; et le sous-officier Roddie Edmonds pour son refus de désigner ses camarades prisonniers Juifs au Stalag, disant « Nous sommes tous Juifs ».

## Cinq Justes
Au 1er janvier 2022, les Justes parmi les nations américains sont au nombre de cinq. Varian Fry est reconnu Juste en 1994 ; Waitstill Sharp et son épouse Martha Sharp sont reconnus Justes en 2005 ; Lois Gunden est reconnue Juste en 2013 ; Roddie Edmonds est le cinquième Américain à être reconnu Juste, en 2015.

## Varian Fry

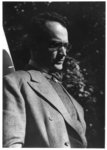
Varian Fry vers 1940.

Varian Fry (1907-1967), journaliste américain, est envoyé en France en 1940 par l'Emergency Rescue Committee. À la suite d'une exception permise par Franklin D. Roosevelt autorisant l'octroi de deux cents visas pour les États-Unis, il s'établit à Marseille pour en faire profiter les nombreux réfugiés, notamment antinazis ou Juifs.
Devant la détresse et le nombre de réfugiés en danger qu'il rencontre, Fry va bien au-delà de sa mission initiale et fonde un véritable bureau d'assistance, le Centre américain de secours (American Rescue Center), qui traite environ 15 000 cas en moins d'un an. Il écrit en vain aux États-Unis pour réclamer plus de possibilités de visas. Désavoué par son gouvernement, il est arrêté une première fois en décembre 1940 et détenu par le régime de Vichy. Malgré cela, après sa libération, il continue son action. Il vient en aide à 4 000 personnes, et réussit à faire sortir de France environ mille personnes, en utilisant même des moyens illégaux, comme la fabrication de faux papiers et les exfiltrations clandestines.
Arrêté de nouveau en août 1941 par la police française, il est expulsé vers l'Espagne avec l'accord des États-Unis. Revenu dans son pays, il cherche dans une réunion publique et par ses articles à sensibiliser ses concitoyens et dénonce la passivité américaine face au « massacre des juifs » en Europe, mais en vain. Évité par ses anciens amis, il devient professeur de latin. Il est tardivement nommé chevalier de la Légion d'honneur par le gouvernement français, et meurt brutalement peu après. Il est reconnu Juste parmi les nations à titre posthume par le gouvernement israélien et le Yad Vashem en 1994. Deux ans plus tard, son fils plante un arbre en son honneur au Yad Vashem.

## Waitstill Sharp et Martha Sharp

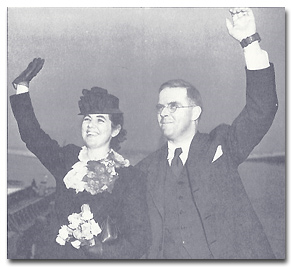
Martha et Waitstill Sharp partant pour la Tchécoslovaquie, février 1939.

Waitstill Sharp (1902-1984) fait ses études à l'université Harvard, est diplômé en droit, et œuvre à mi-temps pour l'Église unitarienne,. Martha Ingham (1905-1999) est diplômée du Pembroke College. Souhaitant s'orienter vers le travail social et le service des autres, elle continue ses études à la Northwestern University Recreation Training School, en spécialité travail social ; elle travaille et étudie au Hull House, à Chicago,,.
Ils se rencontrent en 1927 et se marient l'année suivante. Après son mariage, Waitstill Sharp étudie à la Harvard Divinity School, dont il est diplômé en 1933. Il est ensuite ordonné ministre du culte, dans l'Église unitarienne.
Waitstill et Martha Sharp créent un International Relations Club quand les événements préliminaires à la Seconde Guerre mondiale interviennent en Europe. À la suite des accords de Munich qui cèdent une partie de la Tchécoslovaquie à l'Allemagne, Martha Sharp et son mari veulent agir et partir en aide aux victimes des persécutions. L'American Unitarian Association (AUA) avance les fonds, permettant aux Sharps de partir pour Prague le 4 février 1939 comme représentants de la commission pour le service.
Ils parviennent à Prague le 23 février, et prennent immédiatement contact avec les associations caritatives sur place et avec les autorités, pour organiser la répartition des secours et l'emploi des fonds qu'ils apportent. Moins d'un mois après leur arrivée, la Tchécoslovaquie est envahie et occupée par l'Allemagne,. Waitstill et Marthe Sharp continuent quand même leur activité, se répartissant les rôles. Waitstill prend plus particulièrement en charge les projets de secours et d'assistance et organise les distributions de fonds et de nourriture. Martha prend en charge les cas individuels de demande d'émigration, et accompagne elle-même trente-cinq réfugiés jusqu'en Grande-Bretagne, puis organise aussi un convoi d'enfant. En quatre mois, les Sharp procurent des repas à 350 réfugiés allemands et autrichiens, notamment des Juifs et des réfugiés politiques, et permettent à 254 d'entre eux de s'échapper. Forcés de partir en août 1939, ils retournent aux États-Unis,.
Ils acceptent en mai 1940 de repartir pour l'Europe, avec mission d'agir particulièrement en France. Ne pouvant s'installer à Paris à cause de l'invasion allemande, ils ouvrent un bureau à Lisbonne, capitale du Portugal, pays neutre où affluent des milliers de réfugiés souhaitant partir aux États-Unis ou pour un autre pays hors d'Europe. Leur bureau de Lisbonne reste ouvert pendant toute la durée de la guerre, et permet l'évacuation de plusieurs milliers de réfugiés. Ils sont également actifs en France, notamment à Marseille où il y a aussi beaucoup de réfugiés à aider. Ils organisent ainsi le départ de l'écrivain juif Lion Feuchtwanger, récemment évadé d'un camp français. Lisbonne est toujours leur principale base logistique, et Waitstill y est souvent, pendant que son épouse passe beaucoup de temps en France où il va régulièrement l'aider auprès des enfants, pour des distributions de lait pour les plus jeunes, et l'organisation d'exfiltrations d'enfants et de divers réfugiés. Elle arrive notamment à faire partir plusieurs groupes d'enfants réfugiés vers la Grande-Bretagne et vers les États-Unis, et les Sharp dissimulent des enfants juifs au sein de ces groupes pour les faire sortir de France,. Martha Sharp fonde en 1943 l'association Children to Palestine, pour aider les jeunes juifs d'Europe à partir vivre en Palestine. En 1944, elle retourne à Lisbonne comme directrice adjointe pour l'Europe de l'Unitarian Service Committee, et négocie la libération de réfugiés espagnols emprisonnés au Portugal.
Après la guerre, Waitstill Sharp travaille au Caire, dans l'Administration des Nations unies pour le secours et la reconstruction (UNRRA), qui devient ensuite le plan Marshall. Martha Sharp travaille au National Security Resources Board, puis en démissionne et se consacre alors aux causes humanitaires et caritatives, aux États-Unis et à l'étranger,.
Waitstill et Martha Sharp sont reconnus Justes parmi les nations en 2005 par le Yad Vashem. Ils sont les deuxième et troisième américains à recevoir cette distinction,.

## Lois Gunden

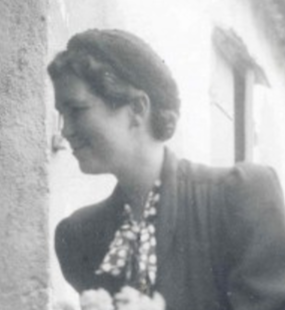
Lois Gunden vers 1942.

Lois Gunden (1915-2005) est une enseignante américaine. Elle enseigne le français aux États-Unis lorsqu'elle part en 1941 pour la France, volontaire pour aider le comité de secours mennonite dans l'assistance aux réfugiés.
Elle prend à vingt-six ans la direction d'un home d'enfants, la villa Saint-Christophe à Canet-Plage, au bord de la Méditerranée. Elle a la responsabilité de soixante enfants, qui sont d'abord de jeunes espagnols dont les parents sont des réfugiés de la guerre d'Espagne, et qui sortent du camp de Rivesaltes où ils ont été sous-alimentés. Aidée par le personnel de la maison, elle leur rend la santé.
À partir de 1942, Lois Gunden s'occupe aussi d'enfants Juifs venant du même camp, libérés ou échappés, amenés par l'American Friends Service Committee ou par l'Œuvre de secours aux enfants. Elle en fait aussi elle-même sortir du camp, après avoir convaincu leurs parents de les lui confier. Elle les soigne et les protège contre des policiers français.
Deux mois après l'invasion de la zone libre par les Allemands, elle est arrêtée en janvier 1943 et détenue jusqu'en 1944. Après la guerre, elle retourne aux États-Unis où elle enseigne le français au collège et à l'université. Elle meurt en 2005.
Lois Gunden reçoit à titre posthume la médaille des Justes en 2013. Elle est la quatrième personnalité américaine reconnue Juste.

## Roddie Edmonds
Roddie Edmonds (1919-1985) est un sous-officier américain. Pendant la Seconde Guerre mondiale, après l'entrée en guerre des États-Unis, Roddie Edmonds est sergent-chef de la 106e division d'infanterie, et sert au 422e régiment d'infanterie de l'armée américaine. Peu après être parvenu sur le front pendant la bataille des Ardennes, il est fait prisonnier de guerre. Il devient responsable des autres prisonniers américains dans le Stalag IX-A, camp de prisonniers de guerre en Allemagne.

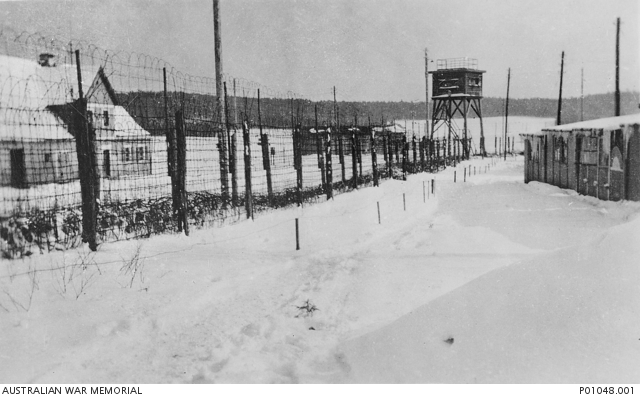
Stalag similaire à celui où Edmonds dit Nous sommes tous Juifs pour sauver ses camarades.

Le commandant du camp ordonne à Edmonds de dire aux militaires juifs américains de se présenter seuls au rassemblement du lendemain matin pour pouvoir être séparés des autres prisonniers. Au lieu de cela, Edmonds ordonne le lendemain matin à tous les 1 275 prisonniers américains de se rassembler devant les baraquements. Le commandant allemand, furieux, se précipite en braquant son pistolet sur la tempe d'Edmonds et lui demande d'identifier les soldats Juifs sous ses ordres. Mais Edmonds lui répond “We are all Jews here” (« Nous sommes tous Juifs ici »). Il dit aussi au commandant que s'il voulait tuer les Juifs il devrait tuer tous les prisonniers, et l'avertit que s'il maltraite un de ses hommes, il ferait l'objet d'une enquête et serait poursuivi pour crime de guerre après le conflit, et il fait état de la Convention de Genève. Il évite ainsi à environ 200 Juifs d'être séparés des autres et emmenés en camp d'extermination pour une mort probable,,,.
Pour avoir ainsi défendu les soldats Juifs dans le camp de prisonniers, Roddie Edmonds reçoit en 2015 le titre de Juste parmi les nations. Parmi les 25 000 personnes ayant reçu cette distinction, Edmonds est le cinquième et dernier américain à la recevoir, et le seul des cinq à avoir été en service actif pendant la Seconde Guerre mondiale. Lors de la cérémonie de reconnaissance le 27 janvier 2016 à l'ambassade d'Israël à Washington, le président Barack Obama fait son éloge, et répercute l'appel d'Edmonds à la solidarité avec les Juifs,,,,.